# Čtyřzoubkovité
Čtyřzoubkovité (Tetraphidaceae) jediná čeleď mechů z řádu čtyřzoubkotvaré (Tetraphidales) který je dále buď řazen do třídy pravé mechy (Bryopsida), nebo vyčleňován do samostatné třídy Tetraphidopsida.

## Popis
Zvláště zajímavý je jejich vytrvalý prvoklíček, který na rozdíl od ostatních mechů dokonce nese jistá rozmnožovací tělíska dosahující někdy i lupenitého vzhledu. Zato samotná gametofytní zelená rostlinka je málo nápadná a někdy až redukovaná. Sporofyt – tedy štět a tobolka – je válcovitý.